# Sofamania
Sofamania var et dansk undergrunds-rockorkester med Jacob Haugaard som forsanger, der var aktivt i 70'erne og udgav to LP'er.
Sofamania spillede rock og folkemusik med politiske og sociale budskaber og havde desuden et særpræget show. Bandet blev af nogle også betegnet som en parodi på punk.
De mest kendte numre fra bandet er "Mit hjem det har intet WC" og "Brøndbyøster".
Sofamania har spillet i hele Danmark, bl.a. på Roskilde Festivalens store scene i 1980, samt i Norge og i Sverige.

## Diskografi
- Århus by Night (1977)
- Sofamania (1979)